# Comanda d'Isot-Costoja-Berga
Amb el nom de comanda d’Isot-Costoja-Berga apareix en la documentació del Gran Priorat de Catalunya de l'orde de Sant Joan de Jerusalem aquesta entitat tricèfala, resultant de la fusió de tres cases petites que, a partir de la tercera dècada del segle xiii, s'adonaven que no podien subsistir individualment i optaren per la fusió. No cal dir que les tres tingueren el mateix comanador.
La casa de Sant Salvador d'Isot, que avui és del tot arruïnada, estava situada al poble de Gavarra (Coll de Nargó, Alt Urgell); la de Santa Maria de Costoja, també arruïnada, es trobava a Montferrer de Segre (municipi de Montferrer i Castellbò, Alt Urgell); i la de Sant Joan de Berga, que és l’única que manté l'edifici que en fou seu, s'ubicava en l’actual església de Sant Joan de Berga (Berguedà).

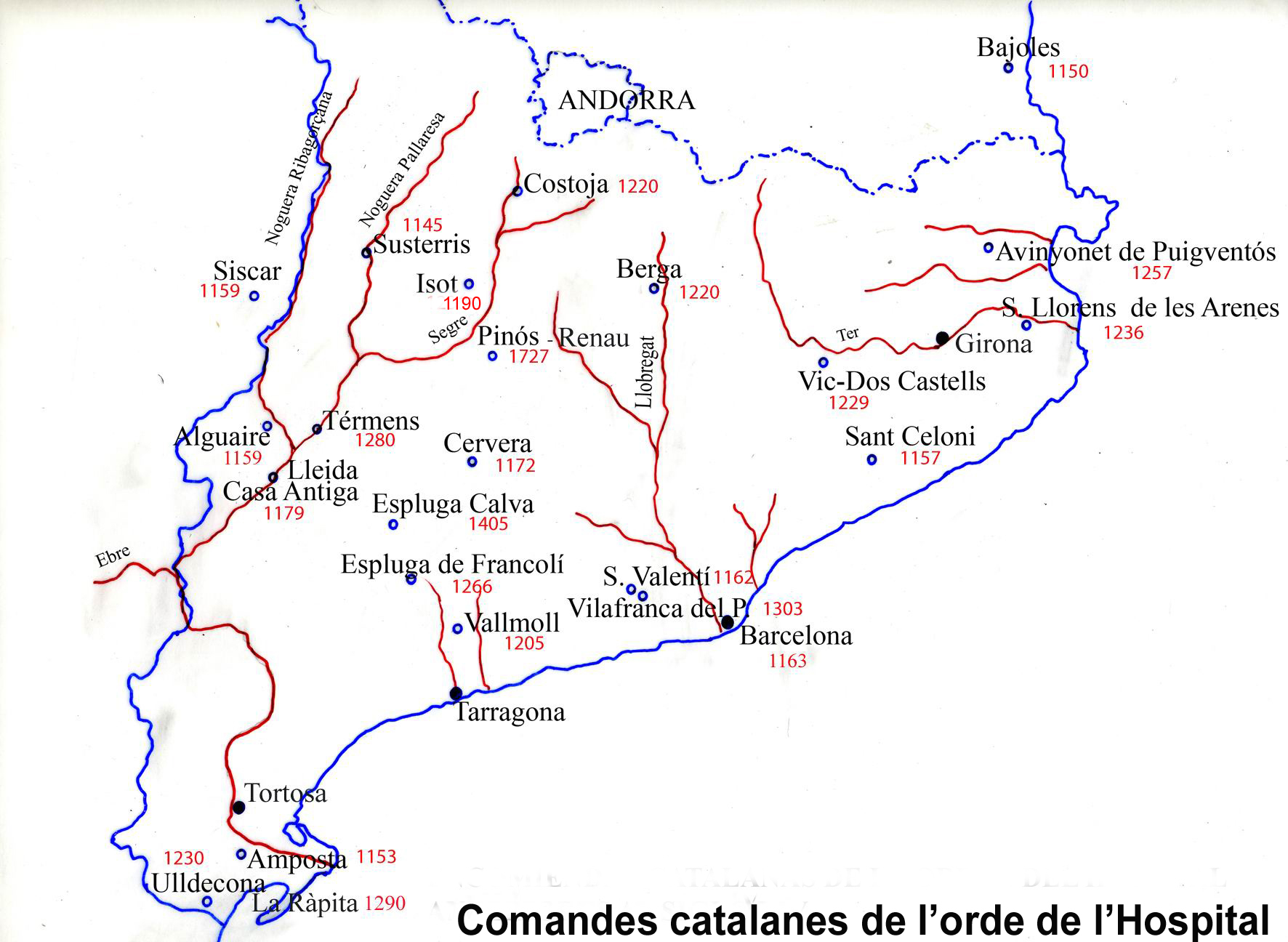
Mapa de les comandes catalanes de l'orde de l'Hospital de Sant Joan de Jerusalem.

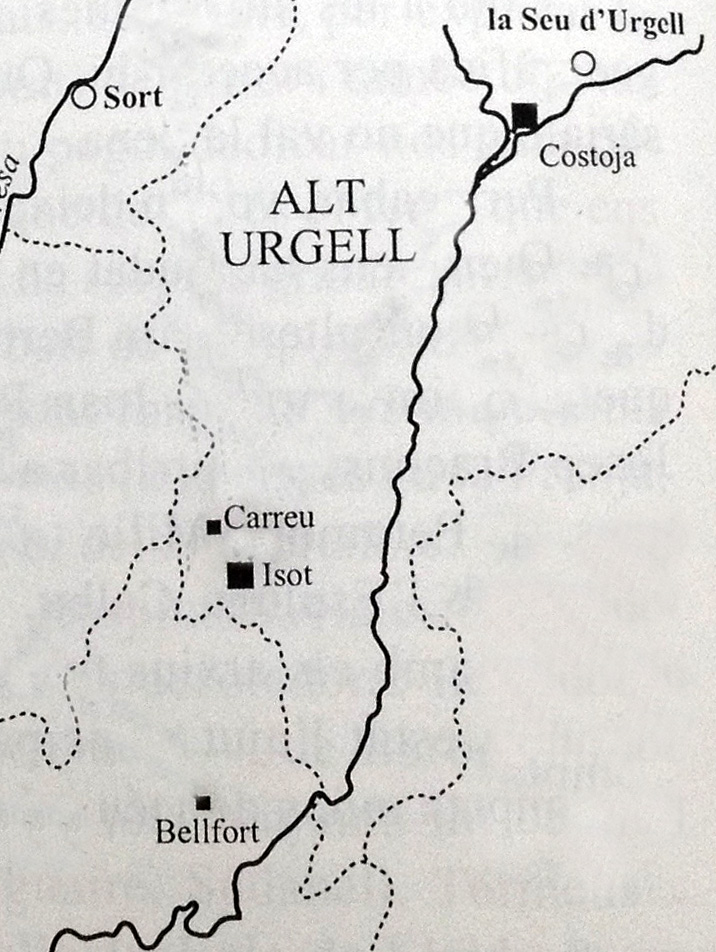
Mapa de situació de la comanda i de les seves dependències.

## Història de Sant Salvador d'Isot
Miret i Sans a Les cases de Templers y Hospitalers en Catalunya publicà una sèrie de notícies sobre aquesta casa de l’orde de l’Hospital, sense aconseguir ubicar-la geogràficament: “Entre les aspres muntanyes de la baronia de Rialp, districte de Solsona, prop del poblet de Bellfort, existia’l priorat o casa de Sant Salvador d’Isot”.
Documentada com a comanda a finals del segle xii, la primera menció és de l’any 1190 quan Sanxa de Rubió donà a l’Hospital de Sant Joan de Jerusalem el delme de tot allò que posseïa al terme de Collfred, és a dir, “les comes de Castellà i Torrent de Vilar, així com el dret y usatges dels molins y del castell y poble de Vilves.
Més endavant, any 1202, a la casa d’Isot hi habitava una comunitat mixta. Així ho expressa una donació que els feia Ermessenda de Monsonís de tot el que posseïa al castell de Tudela: “per cuncta secula posse Johannis sacerdotis et Agnetis sororis de viduis coram fratri B. et fratri R. de Bonrepos et R. Dagna et A. de Salent et coram multis aliis et nullus homo vel femina qui ista carta donacionis inquietare voluerit in duplo compona...”. A la mateixa Agneta, l’any 1208, Gombau de Ribelles donava cent sous per tal que la comunitat pogués tenir un prevere que digués missa tres dies a la setmana a l'església de Santa Maria de Tolust i pregués per ells.
Una altra notícia important, l’any 1221, les monges d’Isot rebien d’Elisenda de Sallent, en franc alou, el castell de Carreu amb els seus termes i habitants.
A partir de 1236, regentant la comunitat mixta d’Isot el comanador Ramon de Liri, els documents parlen ja de la triple comanda (Isot-Costoja-Berga). Durant els anys següents (entre 1259 i 1263) a la comanda es redacten uns documents en què signava, en qualitat de “comanadora d’Isot” una tal Geralda de Paracolls, tot i que al damunt d’ella, signava R. Destaràs com a “comanador de Costoja i d’Isot”. Davant d’aquesta circumstància, Miret creu fora de dubte que Geralda fou qui en realitat donà impuls a la casa d’Isot.
El segle xiv, després que els béns de l'orde del Temple fossin transferits a l’orde de l'Hospital, la casa d’Isot registrava 75 lliures de renda. Era una de les més pobres del Principat (el Masdéu en tenia 3000, Miravet, 2000, Barberà, 1750...).

### La casa d’Isot

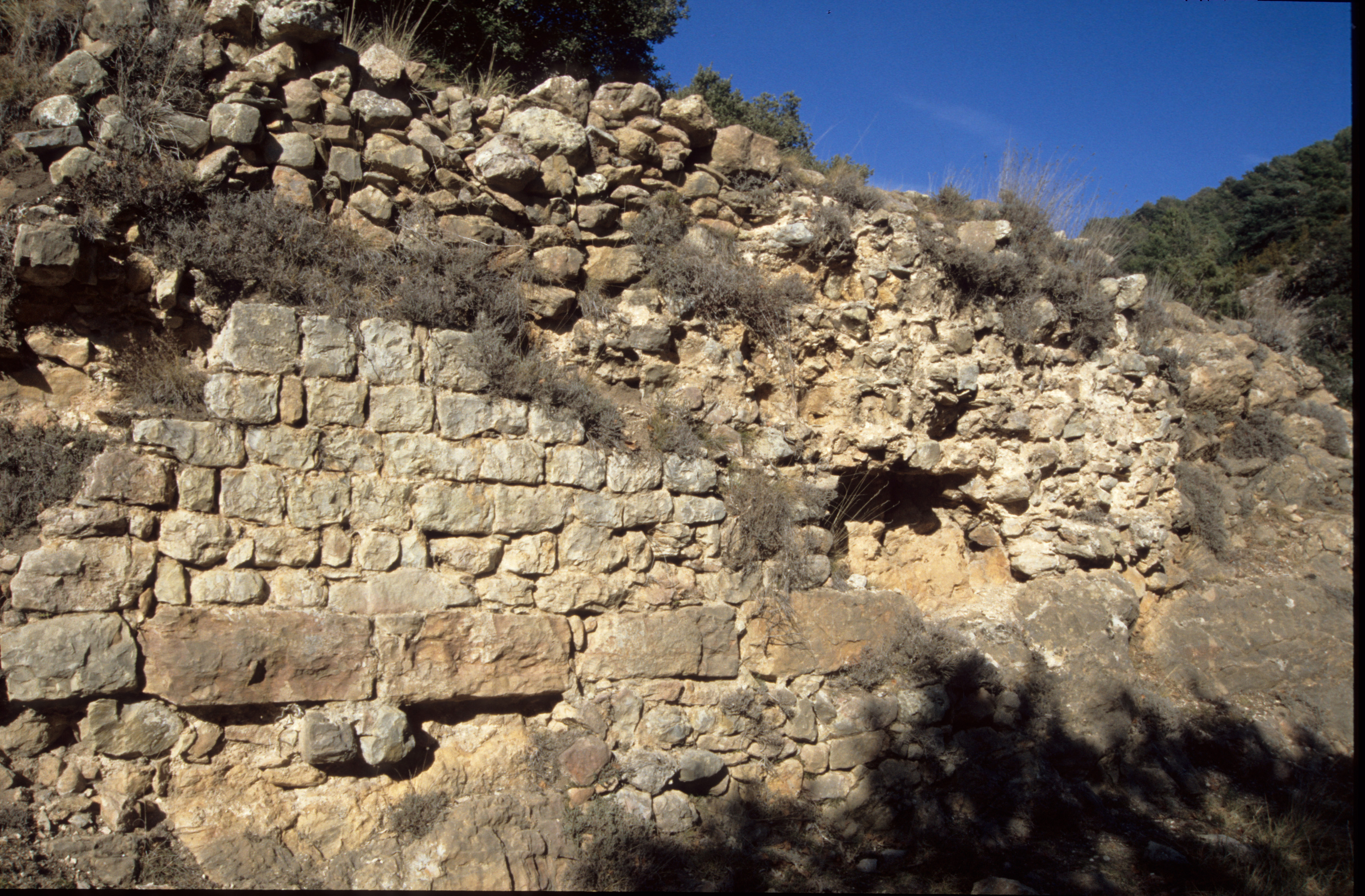
Gavarra. Restes arquitectòniques de la casa de Sant Salvador d'Isot.

L'emplaçament de l'antic convent hospitaler d'Isot restà ignorat pels estudiosos durant molts anys. La ubicació imprecisa que n’havia donat Miret i Sans era repetida per tothom qui volia parlar de la comanda d’Isot.
El procediment per localitzar la casa d’Isot i les seves dependències (Sant Joan de Carreu i Sant Serni de Bellfort) fou la de cercar els topònims d’aquests establiments religiosos, que figuren en la documentació hospitalera del segle xviii, a l'Inventari d’esglésies de Josep M. Gavín.Fou així com s'aconseguí situar la comanda de Sant Salvador d’Isot (fitxa núm. 173) i l’antic poble -ara deshabitat- de Carreu (fitxa núm. 174).
Pel que fa a Isot, no hi ha dubte que les ruïnes localitzades a Gavarra, corresponen efectivament a la seu de la comanda hospitalera. Més si es té en compte la proximitat de les seves dependències, Carreu i Bellfort.

## Història de Santa Maria de Costoja
Documentada des del 1220, en què el comanador Guillem de Sant Martí va rebre, del noble Bernat de Saga, la concessió per construir una església en “lo lloc anomenat hospital de Berga que sos avantpassats havien donat a l’orde de Sant Joan de Jerusalem”. A Miret li sembla que a començaments del s. XIII, a Berga, hi havia una casa de l'orde que aquell any 1220, encara no s'havia constituït com a comanda i, per tant, depenia de Costoja.
A Santa Maria de Costoja en els anys 1226 i 1230 hi havien estat enterrats, respectivament, el vescomte Arnau I de Castellbò i la seva filla i successora, Ermessenda. Anys després, el 1269, la Inquisició els condemnà com heretges càtars i en feu exhumar les seves despulles per a cremar-les.
	A començaments del segle xiii, Costoja tenia les possessions de Berga, i el mateix comanador que Isot. Fou el moment en què les tres cases s'uniren per formar una sola comanda: la comanda d'Isot-Costoja-Berga.
Així i tot, al cap d’uns anys s'adonaren que no havia estat suficient la unió per tirar endavant, era tan magra la seva economia -a mitjan segle xiv era una de les cases amb menys rendes de Catalunya-, que l’orde decidí que la comanda tricèfala, fos unida a la comanda de Susterris. Malgrat aquesta darrera annexió, Santa Maria de Costoja no arribaria al final dels senyorius, car el 1752 ja no tenia comunitat i el 1860 estava arruïnada.

### La casa de Costoja
Al municipi de Montferrer de Segre (Alt Urgell) hi ha les ruïnes de la casa de Costoja o Costoia, que fou seu de la comanda. Les visites priorals dels segles xvii i xviii reflecteixen la seva decadència i tan sols parlen d’una “eremitica capella de Nostra Senyora de Costoja situada en lo terme de Castellbò, de la qual és ordinari el comanador de Susterris que té al seu càrrec lo manteniment”. Entermes semblants s'expressa la “Consulta” de 1759 quan diu que l’Hospital a Costoja “només té la capella de Nostra Senyora que en tot és subjecta a la jurisdicció del comanador” i que per “raó de la capella percep molts delmes tant al terme com a la Cerdanya y a Andorra”.	 
Actualment d'aquella casa i capella tan sols resten vestigis de murs i de l'absis. Són ruïnes d’una construcció romànica bastida el segle xii o XIII amb el típic aparell pirinenc d’opus spicatum.

## Història de Sant Joan de Berga
La primera notícia coneguda sobre adquisició de patrimoni al Berguedà per part de l’Orde de Sant Joan és de 1187, moment en què els arribà un llegat testamentari del vescomte trobador, Guillem de Berguedà, el qual, si bé afavorí sobretot l'orde del Temple, també feu deixes al monestir de Poblet i a l'orde de l'Hospital. Així, mentre els templers anaven configurant la seva comanda a Puig-reig, els hospitalers feien el mateix a Berga.
Ja dins el primer quart del segle xiii, hi ha un document que sembla referir-se explícitament a la fundació de la comanda de Berga: el 1220 el noble Bernat de Saga concedia al comanador de Costoja el dret d’edificar una església i una casa al lloc de l’Hospital de Berga, que els seus avantpassats havien donat a l’Orde. Segons Miret, a inicis del segle xiii, a Berga hi havia hagut una casa dels hospitalers que encara no era comanda i depenia de Costoja.
Al llarg del segle xiii a la Comanda de Berga s'hi documenten les típiques operacions de formació d’un patrimoni (compra, venda, permuta, establiments...). Malgrat tot, la comanda era petita i de poca importància per mantenir-se independent. Aqueixa precarietat es veu reflectida quan s'associa o vincula a altres convents.
L’any 1236 s'hi documenta fra Ramon de Liri com a «comanador de les cases de Berga, Costoja i Isot». El 1238, es parla de la «comanda de Costoja i Berga». El 1260, Berenguer de Bescaran elegeix sepultura a la casa de Berga i els deixa, en testament, un llegat que els permeti mantenir un capellà i un escolà. El 1284, fra Pere de Tormo signa un document en qualitat de «comanador de Barcelona i Berga». Finalment, el 1308 s'esmenta Bernat de Cornudella com a comanador de Berga. El 1306, el comte de Pallars, Arnau Roger feu construir un altar dedicat a sant Miquel i fundà un benefici a l'església de Sant Joan de Berga; uns anys més tard, el 1308, el comanador de Berga va cedir aquell benefici al seu nebot.
La comanda de Berga, juntament amb la de Puig-reig, va ser cedides per l'orde de l'Hospital, de per vida, a qui seria arquebisbe de Tarragona, Arnau Cescomes, arran de la seva intervenció a favor de l'orde en el plet que decidí la sort dels béns del Temple. Quan l'any 1346, l'Hospital recuperà ambdues comandes, les incorporà a l'antiga Comanda de Cervera. Finalment, l'any 1377, la casa hospitalera de Berga fou venuda a l’abadessa de Montbenet, monestir femení del Cister. A partir d’aquell moment fou remodelada per servir de monestir cistercenc.

### La casa de Berga

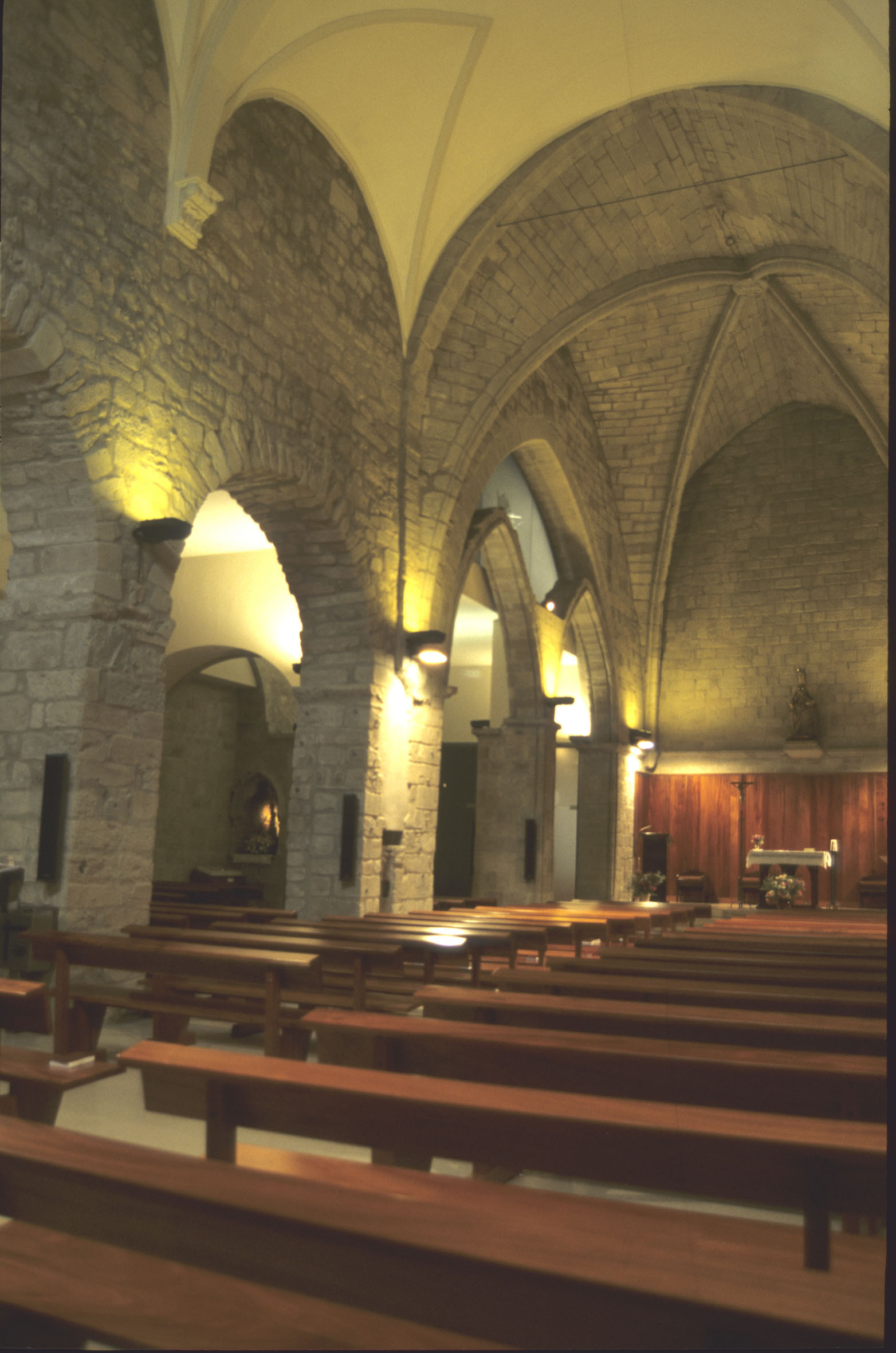
Berga. Església de Sant Joan, interior.

La seu de la comanda de Berga era al mateix edifici on hi ha l'església de Sant Joan.

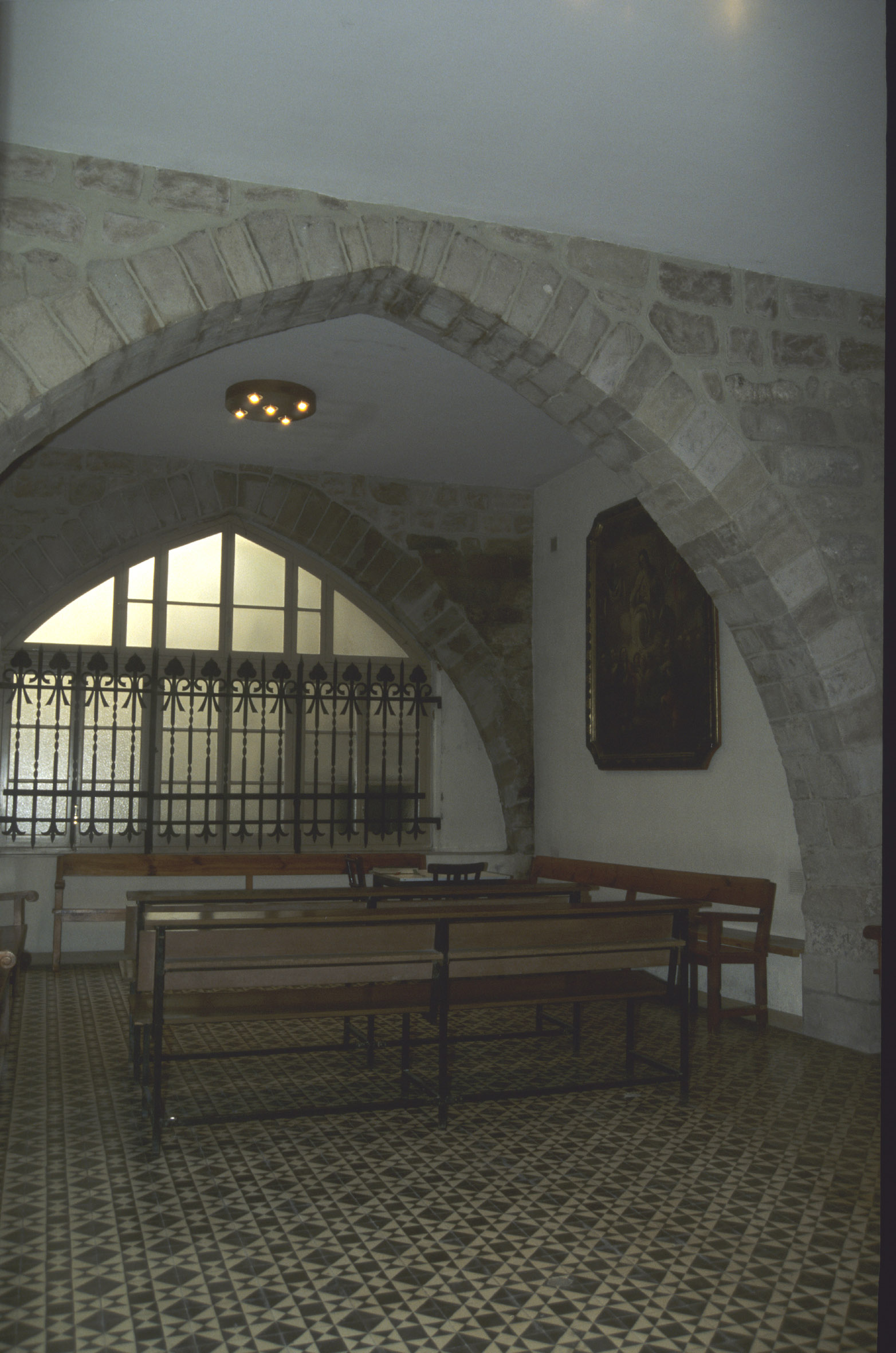
Berga. Sant Joan, interior de la casa que probablement fou seu de la comanda hospitalera.

Situada a la plaça de Sant Joan de la ciutat de Berga, l'església de Sant Joan és un edifici d'història i arquitectura complicades, car en el seu estat actual presenta una superposició d'estructures que van des del romànic a l'època contemporània.
	Fins l’any 1973, quan es dugueren a terme excavacions al sòl de l'església i prospeccions als murs, els estudiosos havien parlat de Sant Joan com d'una fàbrica gòtica amb voltes modificades en època barroca. Les obres van posar al descobert estructures i elements de suport d'un edifici romànic que havia estat del tot refet a l’època gòtica.
	Avui aquest temple presenta una tipologia molt particular: planta rectangular que quatre pilars units per arcades de mig punt divideixen en dues naus paral·leles, orientades al nord. De fet, la de la dreta, com que és més ampla i regular, s'identifica amb l'estructura d’un temple de nau única dividit en cinc trams amb les corresponents arcades. Destaca la capçalera, que ocupa dos trams i, tanmateix està coberta per una sola creueria gòtica de motllura mamil·lar. Els trams que resten fins al peu els cobreix una volta de canó amb llunetes, del segle xviii. Pel que fa a la nau esquerra, té al tram central un parament antic on sembla que hi hagueren tres finestres allargades disposades en triplet. A l’interior d’un dels pilars d’aquest tram, les prospeccions hi descobriren un antic pilar de columna adossada i capitell zoomòrfic típics del romànic.
	Després d’aquestes obres, s'han formulat diverses opinions. Hi ha qui pensa que el parament del tram central de la nau estreta podria haver estat la capçalera d’un temple primitiu, molt més petit, orientat de manera diferent a l’actual església. El segle xii hom bastí un gran temple, aprofitant l’antic com a capella lateral, amb les arcades i els capitells zoomòrfics. Al segle xiii els hospitalers devien construir el temple gòtic, tot recobrint l’ampliació de l'edifici romànic, el qual les monges cistercenques completaren amb la nova capçalera el segle xv. Finalment, el XVIII, els mercedaris renovaren les cobertes i hi afegiren unes voltes de pedra tosca, a la vegada que completaren la nau principal.
	Segons una altra interpretació, les dades documentals, juntament amb els elements observats (sobretot els senyals de picapedrer del parament antic), només hi hagué un temple romànic, que feu construir a partir de 1220 el comanador de Costoja. Aquest temple era d’una sola nau, tenia pilars amb columnes adossades i capitells historiats que aguantaven arcades, i algunes capelles laterals al costat de l'evangeli, una de les quals, la de les finestres en triplet, mostra carreus marcats amb els mateixos senyals que es poden veure a la galeria del pati de Periques de Puig-reig, bastit a finals del segle xiii. Finalment, pel que fa a la capçalera, efectivament, cal atribuir-la a les monges bernades de Montbenet, que el 1377 adquiriren Sant Joan.
	El capitell de l’antic pilar, descobert en les prospeccions dels anys setanta, és de bona execució. No és sencer, car en manca la meitat, que es devia trencar durant la reforma que projectaren (i no acabaren) les monges cistercenques. Hi ha esculpits, a cada un dels dos cantons que queden sencers del tambor tronco-piramidal, dues aus enfrontades que semblen paons. Tant per la factura com per la temàtica, pot ser perfectament del primer quart del segle xiii.

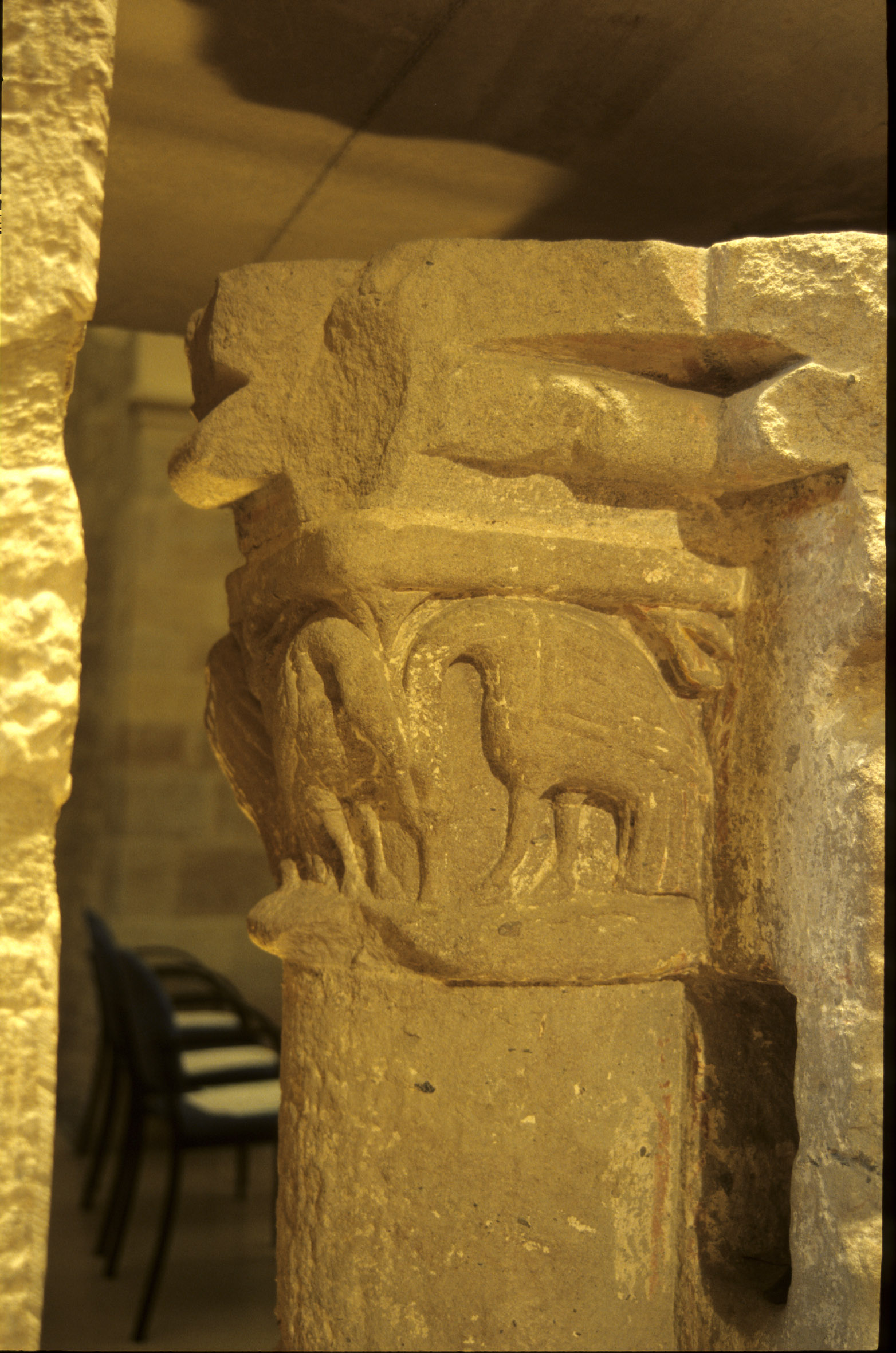
Berga. Església de Sant Joan. Capitell romànic.

Finalment, cal fer esment d’una cambra antiga que hi ha darrere de la sagristia. Aquesta sala ara forma part d’un edifici públic remodelat fa pocs anys, però antigament havia estat la casa de l’Hospital i, després, convent del Cister. Té una estructura baixmedieval d’arcs diafragma apuntats que tant poden datar del segle xiii com del XV. S'assemblen als del Periques de Puig-reig; per tant, és possible que aquesta sala hagués format part del convent santjoanista de Berga.

### Llista de comanadors de Berga
- Ramon de Liri, 1236-1244
- Ramon de Fonollet, 1256-1258
- Bernat de Cornudella, 1308
- Hispanus de Torre, 1312-1314

## Dependències d'Isot

### Carreu
L'any 1221 Elisenda de Sallent donà Carreu a l'església de Sant Salvador d'Isot, de l'Hospital de Jerusalem i a les religioses que hi habitaven. La donació comprenia el castell de Carreu amb termes i pertinences i persones. El 25 de febrer de 1561 el comanador de Susterris-Siscar concedí en emfiteusi, a Salvador Llinars de Cambrils i a Arnau de Sussa, tot el terme que aleshores estava deshabitat.
El llogaret de Carreu (que no s'ha de confondre amb l'homònim del municipi d'Abella de la Conca), està format per un mas, una capella i una torre, situats a la vora del torrent de Carreu. El comanador, a més de ser propietari del mas i de la torre, era ordinari de la capella de Sant Joan Baptista. Tenia la jurisdicció alta i baixa, mer i mixt imperi sobre el lloc i nomenava el batlle. Els delmes del terme eren del comanador a més dels delmes d’algunes peces de terra de Vilbés i de Covet. La visita prioral de 1746 explica que a la capella hi batejaven i enterraven els colons, i que la torre servia de presó per als delinqüents. Els hospitalers posseïren Carreu fins a la fi de l'Antic Règim.
Castell o torre
	No lluny del mas, sobre un turó que domina l'indret, s'aixeca el castell, avui reduït a les restes d'una torre cilíndrica. Exteriorment mesura 4 m de diàmetre i té els murs molt gruixuts, aproximadament de metre i mig. Està construïda de carreu mitjà de factura matussera, però aparellat amb filades regulars. Podria haver estat construïda abans que el lloc fos dels hospitalers, entre els segles xi i xii.
Església de Sant Joan
	Està situada al costat nord del mas i a poca distància de la torre. Malgrat les modificacions que va sofrir en època moderna, és perfectament identificable la tipologia del temple originari medieval construït de carreu irregular lligat amb argamassa. És una fàbrica rectangular coberta de canó, capçada per un absis semicircular cobert amb volta de quart d'esfera. A migdia, vora la capçalera, té una fornícula amb una finestra de mig punt i doble esplandit.
	La porta original, avui aparedada, estava situada a migdia. En època moderna la nau fou allargada per ponent on hi fou oberta la nova porta. A la façana de ponent hi ha un campanar de cadireta.
	És difícil d'aclarir si aquesta església estava o no construïda quan el lloc fou donat als hospitalers. La visita prioral del segle xviii explica que aleshores a l'altar major hi havia un retaule "de escultura y dorat".

### Bellfort
El terme de Bellfort pertanyia a la Comanda de Sant Salvador d'Isot des que el 1164 el comte Ermengol d'Urgell i Dolça els el donaren. Des de 1231 apareix unit a la comanda de Isot-Costoja-Berga. En la visita prioral de 1662, Bellfort figura, com totes les dependències d’aquella triple comanda a la de Susterris-Siscar (Miret, 1910, p. 495). El comanador tenia sobre el lloc tota la jurisdicció civil i criminal, i el mer i mixt imperi i el patronat de l'església parroquial.
Bellfort va pertànyer a l’Hospital fins a la Desamortització de Madoz, després passà a ser municipi independent.
	La població dispersa d'aquest antic terme, actualment és també molt escassa, com ho és en tot el municipi. Bellfort en els darrers deu anys ha passat de tenir 37 habitants a tenir-ne 13.
Església parroquial de Sant Sadurní

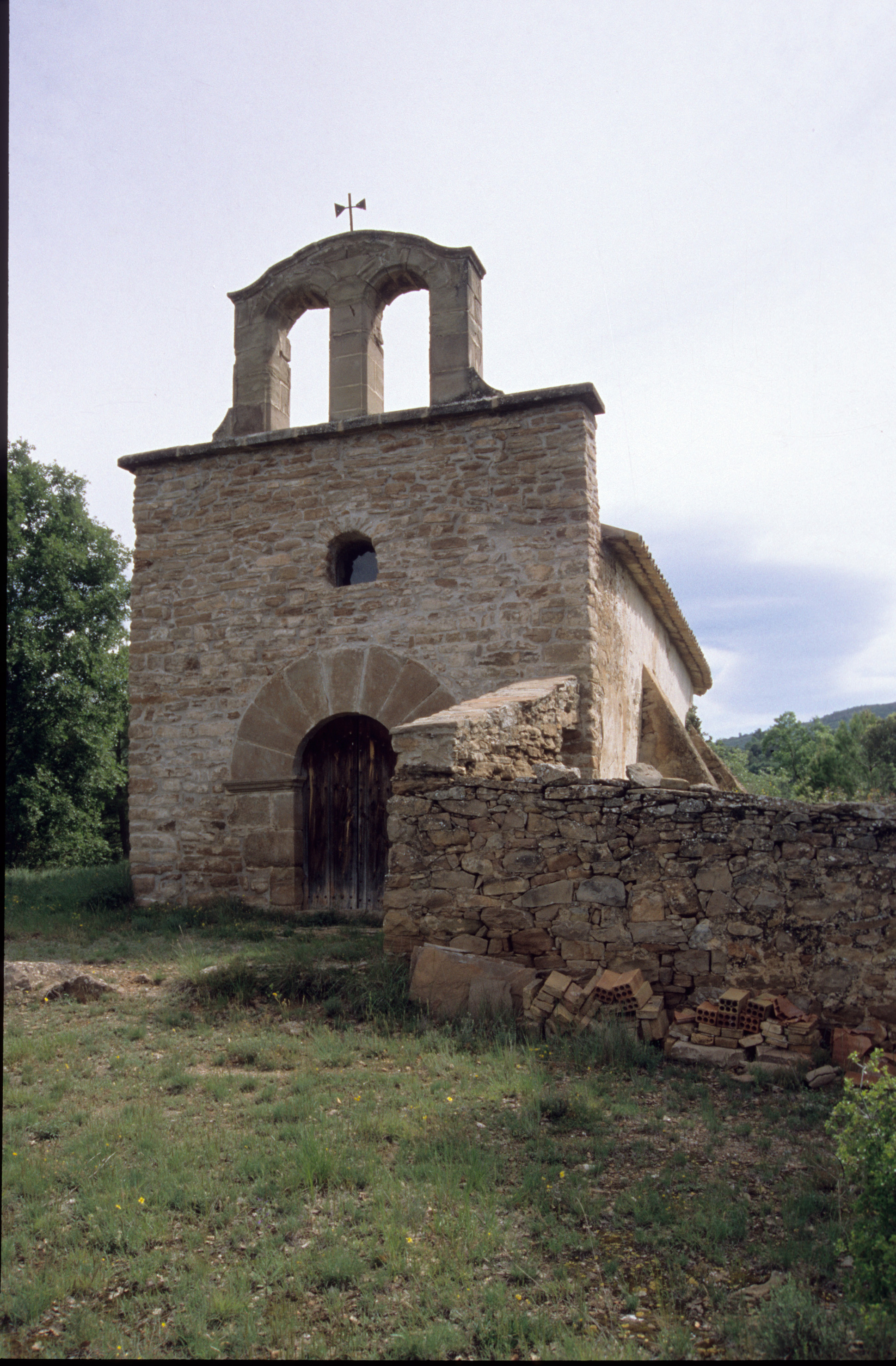
Bellfort (Baronia de Rialb, Noguera). Església de Sant Serni.

L'església de Sant Serni de Bellfort és un edifici romànic restaurat, que només conserva d'època medieval la capçalera. Té una sola nau coberta amb volta de canó i absis amb arcuacions llombardes. La porta està situada a ponent i sobre d'ella s'eleva un campanar d'espadanya.